# Choriactis laevis
Choriactis laevis is een zeeanemonensoort uit de familie Sagartiidae.
Choriactis laevis is voor het eerst wetenschappelijk beschreven door Carlgren in 1899.